# 94.7 Cycle Challenge féminin
Le 94.7 Cycle Challenge féminin est une course cycliste féminine sud-africaine. Créé en 2000, il intègre le  calendrier de l'Union cycliste internationale en catégorie 1.1 en 2015. La course fait 94,7 km de long, d'où son nom.

## Palmarès
| Année | Vainqueur        | Deuxième          | Troisième        |
| ----- | ---------------- | ----------------- | ---------------- |
| 2015  | Ashleigh Moolman | Sabrina Stultiens | Floortje Mackaij |
| 2016  | Charlotte Becker | Mavi García       | Lise Olivier     |
| 2017  | Ashleigh Moolman | Vita Heine        | Christa Riffel   |